# Альтхофен
Альтхофен (нем. Althofen, словен. Stari Dvor) — город и курорт в Австрии, в федеральной земле Каринтия.
Входит в состав округа Санкт-Файт.  Население составляет 4694 человека (на 31 декабря 2005 года). Занимает площадь 12,29 км². Официальный код  —  2 05 01.

## Политическая ситуация
Бургомистр коммуны — Манфред Миттердорфер (LFA) по результатам выборов 2003 года.
Совет представителей коммуны (нем. Gemeinderat) состоит из 23 мест.
- Партия LFA занимает 14 мест.
- СДПА занимает 6 мест.
- АПС занимает 2 места.
- другие: 1 место.